# Brăileni (okręg Ardżesz)
Brăileni – wieś w Rumunii, w okręgu Ardżesz, w gminie Bascov. W 2011 roku liczyła 578 mieszkańców.